# Милош Бајалица
Милош Бајалица (Београд, 15. децембар 1981) је бивши српски фудбалер и капитен ОФК Београда. Играо је на позицији одбрамбеног играча.

## Каријера
Каријеру је почео у екипи Кнежевца, а од сезоне 2002/03. је заиграо за ОФК Београд, У наредном периоду је постао стандардни првотимац и капитен ОФК Београда, у чијем дресу је одиграо 72 првенствене утакмице и постигао три гола.
Почетком фебруара 2007. је потписао четворогодишњи уговор са Црвеном звездом. У освајању дупле круне у сезони 2006/07, забележио је девет првенствених наступа, док је у Купу излазио једном на терен. Провео је и јесењи део сезоне 2007/08. у Звезди, да би током зимског прелазног рока отишао у јапанску Нагоју.
У Нагоји му је тренер био Драган Стојковић, затим је играо у Кини за Хенан, па је у истој земљи био играч Шансија где је поново сарађивао са српским тренером, Милорадом Косановићем. Од 2012. до 2015. је опет играо у Јапану, овај пут у екипи Кјото Санга. Током лета 2016. се прикључио екипи Раднички Ковачи, тадашњем члану Зоне Морава.

## Трофеји
Црвена звезда
- Суперлига Србије (1): 2006/07.
- Куп Србије (1): 2006/07.